# Gobierno de Carlos Mesa
El Gobierno Constitucional de Carlos Mesa, comenzó el 17 de octubre de 2003 con la renuncia de Sánchez de Lozada, y culminó también con su renuncia el 9 de junio de 2005.
Mesa gozó de popularidad durante su mandato de casi dos años (62% de respaldo como promedio), el cual cayó al 50% durante la crisis. Llevó a cabo un referéndum sobre el gas bajo la presión de varios sectores sociales. En política internacional, repuso ante Chile el tema de la demanda de un acceso libre y soberano de Bolivia al océano Pacífico, que perdió en la guerra de 1879. Durante su gobierno se reformó la Constitución Política del Estado, lo que fue precursor a la Asamblea Constituyente del año 2006, promovida por Evo Morales, donde se cambió drásticamente la constitución de Bolivia. Durante los últimos meses de su gobierno recibió una presión constante de los Movimientos Sociales. Finalmente deja la presidencia el 9 de junio, después de redactar tres cartas de renuncia. Deja al país en una situación de crisis social y política.

## Gobierno

### Referendo de 2004
Realizó un Referendo sobre la política de hidrocarburos que ganó. Las preguntas del Referendo del 18 de julio de 2004 eran cinco: 1.¿Está usted de acuerdo con la abrogación de la ley de Hidrocarburos 1689? 2.¿Está usted de acuerdo con la recuperación de la propiedad de todos los hidrocarburos en boca de pozo para el Estado boliviano? 3. ¿Está usted de acuerdo con refundar Yacimientos Petrolíferos Fiscales Bolivianos? 4. ¿Está usted de acuerdo con la política Carlos Mesa de utilizar el gas como recurso estratégico para el logro de una salida útil y soberana al océano Pacífico? 5. ¿Está usted de acuerdo con que Bolivia exporte gas en el marco de una política nacional que cubra el consumo de gas de los bolivianos, fomente la industrialización del gas en territorio nacional, cobre impuestos y/o regalías a las empresas petroleras llegando al 50% del valor de la producción del gas y el petróleo a favor del país; destine los recursos de la exportación e industrialización del gas, principalmente para educación, salud, caminos y empleos?? La mayoría respondió "sí" a las cinco preguntas, con los siguientes porcentajes respectivamente: 86,6%; 92,2%; 87,3%; 54,8%; y 61,7%.

### Gestión
La más importante acción del gobierno del presidente Mesa fue la pacificación del país. Mesa y sus colaboradores reposicionaron una lógica de manejo de los conflictos sociales y la recuperación de la tolerancia y respeto a los otros: aún en medio de los confllictos de mayor tensión, primaría la vida de todas y todos los bolivianos y la prevalencia de todos los derechos y garantías ciudadanos.[cita requerida]El presidente Mesa aprobó la ley de resarcimiento a las víctimas de la violencia política y el decreto que reglamenta el uso de la fuerza por parte de las Fuerzas Armadas en el caso de que estas tengan que salir a las calles para la reposición del orden interno por mandato del poder político. Su gobierno fue el que mayor número de conflictos enfrentó desde 1982, pero el que menos concedió en términos de costo humano, social y económico para el Estado, a pesar de esas presiones.

### Autonomías
El gobierno del Presidente Mesa pensó que era tiempo de responder a la demanda liderada por Santa Cruz y fue el 20 de abril de 2004 que se propusieron autonomías departamentales con los dos decretos de fortalecimiento del poder de los consejos departamentales en las prefecturas y la descentralización de la educación y la salud. Por ello, impulsó también la elección directa de Prefectos (celebrada por primera vez en la historia boliviana a fines de enero de 2005).
La política de austeridad económica que aplicó, unida a la buena administración del gas y al fin de la recesión económica que Bolivia había vivido desde 1999, le permitió reducir el déficit fiscal de 8,5% a menos del 2,5%, aumentar las exportaciones en 34,99% (2004) y revertir la recesión con un crecimiento del 3,58% del PIB (2004). En marzo, debido a las decisiones de Carlos Mesa de no acatar la consulta popular,  habían comenzado protestas contra el gobierno en La Paz, El Alto y Santa Cruz, con manifestaciones callejeras y bloqueo de carreteras.

### Elecciones municipales de 2004
Las elecciones municipales de 2004 fueron el fin de una era política y confirmaron que el país había decidido sepultar la vieja política y a los viejos partidos. Por primera vez desde 1987 el gobierno no presentó candidatos a los municipios. Se aplicó también por primera vez la reforma constitucional que eliminó el monopolio de partidos, lo que permitió a las agrupaciones ciudadanas e indígenas la presentación de candidaturas propias. Casi 450 organizaciones se presentaron a estos comicios. Esto produjo inevitablemente una dispersión del voto. El MAS se convirtió en la primera fuerza política nacional, pero entonces obtuvo apenas el 17,4% de los votos. Los partidos tradicionales cayeron de modo estrepitoso: el MIR obtuvo 6,5%, MNR 6,1%, NFR 2,7% y ADN 2,3%. Casi todos al borde de la desaparición, mientras en el Congreso esos partidos agonizantes controlaban la mayoría absoluta.

### Conclusión de su mandato
Mesa no pudo concluir su mandato, debido a movilizaciones promovidas por sectores extremistas y radicales afines a Evo Morales. En ello, también influyeron una serie de factores: no contaba con apoyo político en el Congreso de la República y en aquel momento no tenía un partido propio, no pudo aplicar los resultados del referendo por falta de apoyo de la clase política cinco días después de que los diputados convalidaran el texto revisado, Mesa anunció el 10 de mayo de 2005 que convocó un encuentro multisectorial para debatir una nueva norma y dar luz verde al referendo sobre las autonomías y a la convocatoria de la Asamblea Constituyente, pero nuevamente la clase política y sectores radicalizados afines a Evo Morales se lo impidieron, debido a que argumentaban [cita requerida]que "no habían sido invitados".
En marzo, comenzaron protestas contra el gobierno en La Paz, El Alto y Santa Cruz, con manifestaciones callejeras y bloqueo de carreteras, crisis que hizo que Mesa, en un mensaje a la Nación, presentara su renuncia la noche del domingo 6, misma que no fue aceptada por el Congreso justificando que aún era posible acatar el Referendo.
Posteriormente, la Central Obrera Boliviana comenzó el 16 de mayo una huelga general indefinida en reclamo de la nacionalización del gas y el petróleo, la Federación de Juntas Vecinales de El Alto marchó al centro de La Paz con la misma exigencia. El 3 de junio el presidente hizo un último intento de salir de la crisis para lo cual decretó celebrar el 16 de octubre elecciones a la Asamblea Constituyente y un referéndum vinculante sobre las autonomías. Tres días más tarde, presentó su renuncia indeclinable. El 9 de junio, después de que los presidentes de la Cámara de Senadores, Hormando Vaca Díez y de la de Diputados, Mario Cossío renunciaran a la sucesión constitucional, asumió la jefatura del Estado Eduardo Rodríguez Veltzé, que encabezaba la Corte Suprema de Justicia.

## Gabinete ministerial
Durante su gobierno de 1 año y 8 meses, 35 ministros de confianza acompañaron la gestión del presidente Carlos Mesa en 15 diferentes ministerios, los cuales son los siguientes:
| Cargo                                     | Nombre                           | Periodo                                         | Duración en el Cargo     |
| ----------------------------------------- | -------------------------------- | ----------------------------------------------- | ------------------------ |
| Ministro de Relaciones Exteriores y Culto | Juan Ignacio Siles del Valle     | 19 de octubre de 2003 - 9 de junio de 2005      | 1 año, 7 meses y 21 días |
| Ministro de la Presidencia                | José Antonio Galindo Neder       | 19 de octubre de 2003 - 9 de junio de 2005      | 1 año, 7 meses y 21 días |
| Ministro de Gobierno                      | Alfonso Ferrufino Valderrama     | 19 de octubre de 2003 - 3 de febrero de 2005    | 1 año, 3 meses y 15 días |
| Ministro de Gobierno                      | Saúl Lara Torrico                | 3 de febrero de 2005 - 9 de junio de 2005       | 4 meses y 6 días         |
| Ministro de Defensa                       | Gonzalo Arredondo Milán          | 19 de octubre de 2003 - 9 de junio de 2005      | 1 año, 7 meses y 21 días |
| Ministro de Hacienda                      | Javier Gonzalo Cuevas Argote     | 19 de octubre de 2003 - 11 de noviembre de 2004 | 1 año y 23 días          |
| Ministro de Hacienda                      | Luis Carlos Jemio Mollinedo      | 11 de noviembre de 2004 - 9 de junio de 2005    | 6 meses y 28 días        |
| Ministro de Desarrollo Sostenible         | Jorge Cortés Rodríguez           | 19 de octubre de 2003 - 13 de abril de 2004     | 5 meses y 25 días        |
| Ministro de Desarrollo Sostenible         | Gustavo Pedraza Mérida           | 13 de abril de 2004 - 3 de febrero de 2005      | 9 meses y 20 días        |
| Ministro de Desarrollo Sostenible         | Erwin Aguilera Antúnez           | 3 de febrero de 2005 - 9 de junio de 2005       | 4 meses y 6 días         |
| Ministro de Desarrollo Económico          | Xavier Nogales Iturri            | 19 de octubre de 2003 - 13 de abril de 2004     | 5 meses y 25 días        |
| Ministro de Desarrollo Económico          | Horst Grebe López                | 13 de abril de 2004 - 3 de febrero de 2005      | 9 meses y 20 días        |
| Ministro de Desarrollo Económico          | Walter Kreidler Guillaux         | 3 de febrero de 2005 - 9 de junio de 2005       | 4 meses y 6 días         |
| Ministro de Servicios y Obras Públicas    | Jorge Urquidi Barrau             | 19 de octubre de 2003 - 3 de febrero de 2005    | 1 año, 3 meses y 15 días |
| Ministro de Servicios y Obras Públicas    | René Gómez García Palau          | 3 de febrero de 2005 - 9 de junio de 2005       | 4 meses y 6 días         |
| Ministro de Minería e Hidrocarburos       | Álvaro Ríos Roca                 | 21 de octubre de 2003 - 13 de abril de 2004     | 5 meses y 23 días        |
| Ministro de Minería e Hidrocarburos       | Xavier Nogales Iturri            | 13 de abril de 2004 - 3 de febrero de 2005      | 9 meses y 20 días        |
| Ministro de Educación                     | Donato Ayma Rojas                | 19 de octubre de 2003 - 3 de febrero de 2005    | 1 año, 3 meses y 15 días |
| Ministro de Educación                     | María Soledad Quiroga Trigo      | 3 de febrero de 2005 - 9 de junio de 2005       | 4 meses y 6 días         |
| Ministro de Salud y Deportes              | Fernando Antezana Aranibar       | 19 de octubre de 2003 - 3 de febrero de 2005    | 1 año, 3 meses y 15 días |
| Ministro de Salud y Deportes              | María Teresa Paz Prudencio       | 3 de febrero de 2005 - 9 de febrero de 2005     | 6 días                   |
| Ministro de Salud y Deportes              | Graciela Rosario Quiroga Morales | 9 de febrero de 2005 - 9 de junio de 2005       | 4 meses                  |
| Ministro de Trabajo                       | Luis Fernández Fagalde           | 19 de octubre de 2003 - 3 de febrero de 2005    | 1 año, 3 meses y 15 días |
| Ministro de Trabajo                       | Audalia Zurita Zelada            | 3 de febrero de 2005 - 9 de junio de 2005       | 4 meses y 6 días         |
| Ministro de Asuntos Campesinos            | Diego Montenegro Ernst           | 19 de octubre de 2003 - 3 de febrero de 2005    | 1 año, 3 meses y 15 días |
| Ministro de Asuntos Campesinos            | Víctor Gabriel Barrios Arancibia | 3 de febrero de 2005 - 9 de junio de 2005       | 4 meses y 6 días         |
| Ministro de Participación Popular         | Roberto Barbery Anaya            | 19 de octubre de 2003 - 3 de febrero de 2005    | 1 año, 3 meses y 15 días |
| Ministro de Participación Popular         | Gloria Ardaya Salinas            | 3 de febrero de 2005 - 9 de junio de 2005       | 4 meses y 6 días         |
| Ministro de Asuntos Indígenas             | Justo Seoane Parapaino           | 19 de octubre de 2003 - 13 de abril de 2004     | 5 meses y 25 días        |
| Ministro de Asuntos Indígenas             | Ricardo Calla Ortega             | 13 de abril de 2004 - 3 de febrero de 2005      | 9 meses y 20 días        |
| Ministro de Asuntos Indígenas             | Pedro Ticona Cruz                | 3 de febrero de 2005 - 9 de junio de 2005       | 4 meses y 6 días         |
| Ministro de Minería y Metalurgia          | Jorge Espinoza Morales           | 3 de febrero de 2005 - 9 de junio de 2005       | 4 meses y 6 días         |
| Ministro de Hidrocarburos                 | Guillermo Torres Orias           | 3 de febrero de 2005 - 9 de junio de 2005       | 4 meses y 6 días         |